# 渡邊和夫
渡邊 和夫（わたなべ かずお、1947年〈昭和22年〉- ）は、日本の会計学者。商学博士（早稲田大学）。小樽商科大学名誉教授・札幌学院大学元教授。東京都生まれ。「渡辺 和夫」とも表記される。

## 経歴
1969年3月、早稲田大学商学部を卒業（新井清光博士に師事）。1974年3月、早稲田大学大学院商学研究科博士課程を修了（染谷恭次郎博士に師事）。
1974年4月、小樽商科大学短期大学部専任講師として勤務。1977年4月、小樽商科大学商学部助教授として務める。
1985年4月、文部省在外研究員としてイリノイ大学へ留学する。
1991年4月、小樽商科大学商学部教授として教鞭を執る。1992年4月、小樽商科大学短期大学部部長となる。
2010年3月、小樽商科大学を定年退官。同年4月に小樽商科大学名誉教授。札幌学院大学経営学部教授。
2016年3月、札幌学院大学を定年退職。札幌学院大学経営学部非常勤講師として勤務。
この他、小樽商科大学図書館長、商学部現代商学専攻長、理事などを歴任した。

## 研究
財務諸表論、日本会計史、リトルトン会計学説などを研究した。

## 受賞歴
- 日本会計史学会賞（1993年）[1]

## 主著
- 『リトルトン会計思想の歴史的展開』（同文舘出版、1992年）
- 『財務諸表論の基礎』（税務経理協会、1995年初版・2008年7訂版）[2]
- 『財務会計変遷論』（同文舘出版、2007年）